# Алгебраическая функция
Алгебраическая функция — элементарная функция, которая в окрестности каждой точки области определения может быть неявно задана с помощью алгебраического уравнения.
Формальное определение:
Функция {\displaystyle F(x_{1},x_{2},\ldots ,x_{n})} называется алгебраической в точке {\displaystyle A=(a_{1},a_{2},\ldots ,a_{n})}, если существует окрестность точки {\displaystyle A}, в которой верно тождество
{\displaystyle P(F(x_{1},x_{2},\ldots ,x_{n}),x_{1},x_{2},\ldots ,x_{n})=0.}
где {\displaystyle P} есть многочлен от {\displaystyle n+1} переменной.
Функция называется алгебраической, если она является алгебраической в каждой точке области определения.
Например, функция действительного переменного {\displaystyle F(x)={\sqrt {1-x^{2}}}} является алгебраической на интервале {\displaystyle (-1,1)} в поле действительных чисел, так как она удовлетворяет уравнению
{\displaystyle F^{2}+x^{2}=1.}
Существует аналитическое продолжение функции {\displaystyle F(x)={\sqrt {1-x^{2}}}} на комплексную плоскость, с вырезанным отрезком {\displaystyle [-1,1]} или с двумя вырезанными лучами {\displaystyle (-\infty ,-1]} и {\displaystyle [1,\infty )}. В этой области полученная функция комплексного переменного является алгебраической и аналитической.
Известно, что если функция является алгебраической в точке, то она является и аналитической в данной точке. Обратное неверно. Функции, являющиеся аналитическими, но не являющиеся алгебраическими, называются трансцендентными.

## Частные случаи
Частными случаями алгебраических функций являются:
- степенная функция;
- рациональная функция;

## Алгебраические и трансцендентные числа
Действительные числа, которые являются корнем какого-то алгебраического уравнения с рациональными коэффициентами, называются алгебраическими.
Действительные числа, которые не являются корнем никакого алгебраического уравнения с рациональными коэффициентами, называются трансцендентными.
Все рациональные числа являются алгебраическими. Среди иррациональных чисел есть как алгебраические, так и трансцендентные.
Например, {\displaystyle {\sqrt {2}}} — алгебраическое иррациональное число, а {\displaystyle \pi } — трансцендентное иррациональное число.